# Eve Sussman
Eve Sussman es una artista anglo-estadounidense de cine, vídeo, instalación, escultura y fotografía. Fue educada en la Universidad Robert de Estambul, Universidad de Canterbury y en la Universidad de Bennington. Reside en Brooklyn, Nueva York, donde su compañía, The Rufus Corporation, se instala. Visita centros culturales alrededor del mundo donde sus exposiciones tienen lugar.

## Trabajo
El primer espectáculo en solitario de Sussman era en el Bronwyn Keenan Gallery en el SoHo en 1997.
En 2003 Sussman empezó a trabajar en colaboración con The Rufus Corporation, un ex-conjunto internacional de intérpretes, artistas y músicos. Produjo las películas y piezas de arte del vídeo 89 Segundos en Alcázar (2004) y La violación de las mujeres sabino (2007). Sussman traduce sus obras maestras más conocidas.
89 segundos en Alcázar es un sencillo de 10 minutos continuamente fluyendo que meticulosamente crea los momentos directamente antes y después de la imagen retratada por Diego Velázquez en Las Meninas (1656). Se estrenó en la Whitney Biennal de 2004.
La violación de las mujeres Sabinas de Sussman es un vídeo musical basó ligeramente en el mito de la fundación de Roma, inspirado en la obra maestra del pintor francés neoclásico Jacques-Louis David El rapto de las Sabinas (1794-1799).Fue filmado en Grecia y Alemania.
La película de 2011 de Sussman whiteonwhite:algorithmicnoir sigue las observaciones y vigilancia de un escritor de software geofísico enganchado en una ciudad futurista.
La oficina de Yuri, publicada en 2010, es una película construida por Sussman en cooperación con The Rufus Corporation. La pieza es una versión tridimensional de una fotografía original tomada por Sussman que describe la oficina de Yuri Gagarin.

## Exposiciones

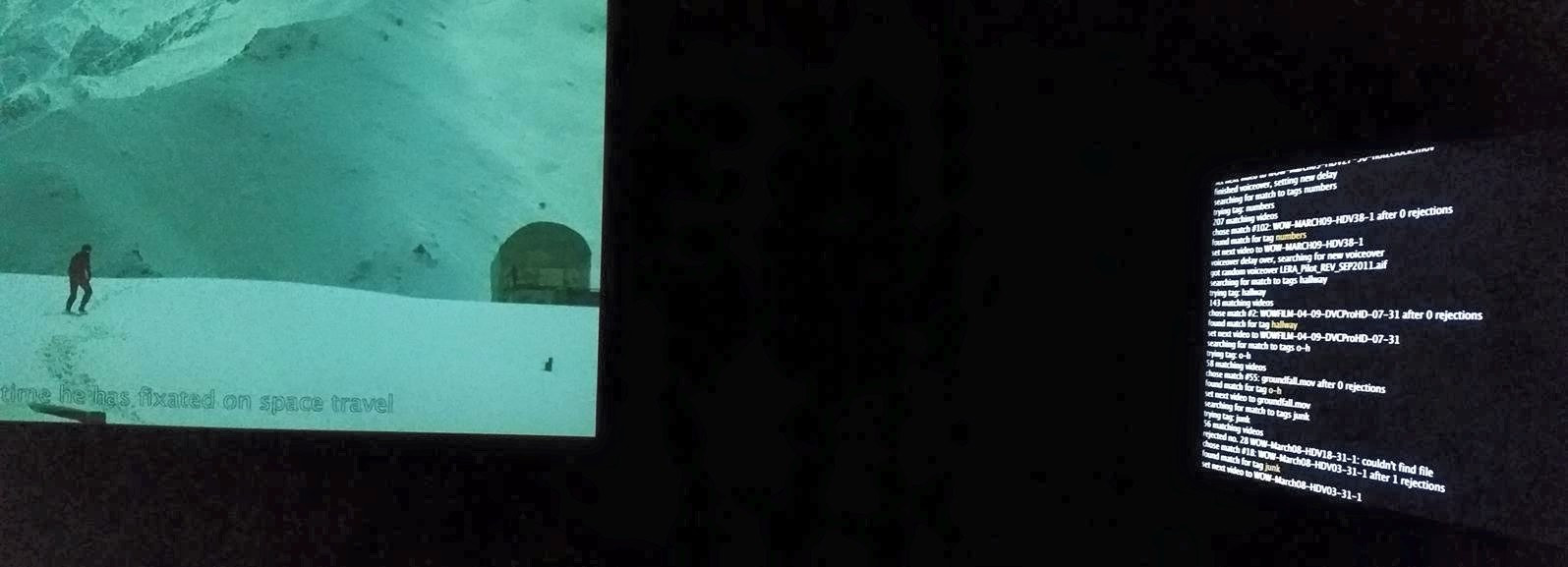
whiteonwhite:algorithmicnoir En el Museo Smithsoniano de Arte Americano.

El trabajo de Sussman ha sido exhibido en la Museo Whitney de Arte Estadounidense y en instituciones en Turquía, Austria, Reino Unido, Irlanda, Alemania, Italia, España, Croacia, Francia, Polonia y Canadá.
whiteonwhite:algorithmicnoir Y La oficina de Yuri estuvo en exhibición desde el 24 de abril al 7 de septiembre de 2015 en el Museo Smithsoniano de Arte Americano en Washington D. C., Estados Unidos.